# Kondoa, Dodoma
Kondoa este un oraș situat în Tanzania, în regiunea Dodoma. Nu departe de localitate se află un sit UNESCO.